# لانس كارتر
لانس كارتر (بالإنجليزية: Lance Carter)‏ هو لاعب كرة قاعدة أمريكي، ولد في 18 ديسمبر 1974 في برادنتون في الولايات المتحدة.

## وصلات خارجية
- لانس كارتر على موقع دوري كرة القاعدة الرئيسي (الإنجليزية)
- لانس كارتر على موقع الدوري الياباني لكرة القاعدة (الإنجليزية)
- لانس كارتر على موقعبيزبول رفرنس.كوم (الدوري الرئيسي) (الإنجليزية)
- لانس كارتر على موقعبيزبول رفرنس.كوم (الدوري الثانوي) (الإنجليزية)
- لانس كارتر على موقع إي إس بي إن.كوم (أم.أل.بي) (الإنجليزية)
- لانس كارتر على موقع مشجعي الرسوم البيانية (الإنجليزية)